# Pennsylvania Gazette
The Pennsylvania Gazette va ser un dels diaris nord-americans més destacats entre el 1728 (abans de la guerra d'independència dels Estats Units) i el 1800.